# ГЕС Б'єскас II
ГЕС Б'єскас II (ісп. Biescas) — гідроелектростанція на північному сході Іспанії. Знаходячись після ГЕС Лануза, становить нижній ступінь в каскаді на річці Гальєго (дренує південний схил Піренеїв та через Ебро, в яку впадає зліва у Сарагосі, належить до басейну Балеарського моря).
З 1921 року на Гальєго працювала мала ГЕС Б'єскас потужністю 6,75 МВт, яку звела компанія Energías e Industrias Aragonesas (EIASA), яка потребувала великих обсягів електроенергії для свого заводу хімії електролізу в Сабіньяніго (в 1992-му EIASA була вимушена продати свій електроенергетичний підрозділ). Значно пізніше вище від ГЕС Б'єскас звели арково-гравітаційну греблю Бубал висотою 90 метрів та довжиною 195 метрів, яка потребувала для свого спорудження 198 тис. м3 матеріалу та утримує водосховище об'ємом 64 млн м3, основним призначенням якого є накопичення ресурсу для іригації. Утім, хоча режим перепуску води й регулюється потребами зрошування, у 1969 році для використання перепаду висот та сама EIASA ввела в експлуатацію дериваційну ГЕС Б'єскас II. Вона живиться через прокладений від водосховища Бубал тунель, що на своєму шляху приймає додатковий ресурс із Барранко Ласьєсо (ліва притока Гальєго).
Машинний зал станції Б'єскас II розташований на лівобережжі Гальєго нижче за стару ГЕС Б'єскас (а водозабір, як тільки що зазначено, — вище), та використовує значно більший напір ніж в останньої — 225 проти 96 метрів. Зал Б'єскас II містить обладнання загальною потужністю 61,4 МВт, яке забезпечує виробництво 156 млн кВт·год електроенергії на рік.
Відпрацьована вода через відвідний канал довжиною 0,8 км повертається у Гальєго.